# Атал Андроменов
Атал Андроменов (око 356—316. п. н. е.) био је један од официра Александра Великога и адмирал краљевске флоте за време регента Пердике. Након женидбе за Пердикину ћерку постао је његов верни присталица. Учествовао је у Првом рату дијадоха на страни Пердике, а након Пердикине погибије окупљао је његове присталице. Антигон га је заробио заједно са осталим Пердикиним присталицама у бици код Кратиполиса 320. п. н. е. и затворио у једној тврђави.

## Учешће у Александровим походима
За време Филипа Македонског био је један од телохранитеља. За време Александра Великога био је у сенци свога брата Аминте. Током 328. п. н. е. учествовао је у походу у Бактрији са Кратером, Мелеагером и Полиперхоном, а током 327. п. н. е. ратовао је у Согдијани заједно са Полиперхоном, Кратером и Алкетом. За време кампање у Свату служио је под командом Коина, а заповедао је бригадом (таксис). Учествовао је у бици код Хидаспа.

## Учешће у Мелеагеровом табору након Александрове смрти
Након Александрове смрти 323. п. н. е. дошло је до расправе о наслеђу. Пердика се залагао да изаберу регента док чекају да Роксана роди будућега краља. Мелеагер и пешадија су се залагали да краљ постане малоумни Филип III Аридеј. Атал је био близак Мелеагеров пријатељ. Ситуација је била на ивици грађанскога рата. Атал је поред Мелеагера био главни у табору пешадије. Послао је атентаторе на Пердику. Међутим склопљен је споразум по коме је Пердика постао регент у име два краља Филипа III Аридеја и нерођенога Александровога сина. Мелеагер је добио положај хилијарха. Пердика је Аталу понудио руку своје ћерке Аталанте и тако га придобио. Мелеагер је након тога био изолован, па је Пердика успео да се са њим обрачуна.

## Адмирал краљевске флоте
Атал је након женидбе за Пердикину ћерку постао верни Пердикин присталица. Заједно са Полемоном покушао је да врати Александрово мртво тело, које је Аридеј у договору са Птолемејем преусмерио према Египту. Придружио се Пердики у Киликији и добио је заповедништво над краљевском флотом. Атал је са флотом пратио кретање Пердикине војске приликом његове инвазије на Египат 321. п. н. е. Атал је са флотом спречавао да Антипатерова флота не уплови у делту Нила. Пердика је био убијен 321/320. п. н. е. након неуспелога преласка једнога од рукаваца Нила и побуне његових официра. Након издаје Пердикина војска је на смрт осудила истакнуте Пердикине сараднике. Тада су убили Пердикину ћерку, а Аталову жену Аталанту.

## У Тиру
Атал је након Пердикиног убиства отпловио за Тир. Командант гарнизона у Тиру предао је Аталу и град и новац, који му је Пердика дао на чување. Било је то 800 таланата. Атал је у Тиру примао и окупљао све Пердикине пријатеље, који су избегли освету. Након Пердикиног убиства приликом инвазије Египта његова војска помирила се са Птолемејем, а Питон и Аридеј су постали привремени регенти и кренули су заједно са краљевима. Дошли су у Трипарадис у Сирији. Ту је Еуридика почела да се меша и супроставља се Питону и Аридеју. Атал је преко својих људи покушао да иницира побуну, тако да је и Антипатар једва остао жив. Питон и Аридеј су дали оставку, када су уочили да војска слуша наредбе Еуридике.

## Удружује се са Алкетом
Атал је имао на располагању 10.000 пешака и 800 коњаника и са њима је отпловио у Карију. Нападао је Книд, Каун и Родос, али флота Родоса је успешно одбијала његове нападе. Атал се након тога удружио са Алкетом и осталим Пердикиним присталицама. Сатрап Карије Асандар напао је по Антипатеровом наређењу Алкету и Атала, али био је присиљен да се повуче.

## Антигон заробљава Атала
Антигон је 319. п. н. е. након победе над Еуменом одлучио да се обрачуна са преосталим Пердикиним присталицама, а то су били Атал и Алкета. Алкета и Атал су се налазили у Писидији. Антигон је имао 40.000 пешака и 7.000 коњаника, а Алкета и Атал су имали 16.000 пешака и 900 коњаника. Алкета је очекивао долазак Антигонове војске и заузео је планински прелаз крај Кретополиса, где не може да дође до изражаја бројчана надмоћ. Међутим Антигон је одлучио да фактором изненађења поништи Алкетину предност, па је усиљеним маршем 300 mi (480 km) прешао за седам дана. Изненадна појава Антигонове војске знатно пре него што су је очекивали затекао је неспремну Алкетину војску. Алкета и Атал одједном су се са неспремном војском суочили не само са фронталним нападом, него су нападнути и са стране, са околних висова изнад прелаза. Антигон је победио у бици крај Кретополиса и заробио је Атала, Антигона Докима и Полемона. Алкета је успео да побегне код Писиђана, али недуго након тога је убијен.

## Опсада у тврђави
Атал, Антигон Доким и Полемон били су утамничени у једној сигурној тврђави, по свој прилици у Великој Фригији. Када су чули да је Антигон 317. п. н. е. кренуо према источним сатрапијама да се обрачуна са Еуменом они су одлучили да покушају да се ослободе. Њих осморицу чувало је 400 војника. Они су се договорили са делом стражара, па су напали стражу и успели су да овладају тврђавом. Пришло им је и 50 људи изван тврђаве. Имали су обиље хране у тврђави, па су расправљали да ли да беже, или да у тврђави чекају Еумена. Међутим Антигоновој стражи стигло је појачање, па је око 3.000 војника опсело тврђаву. Антигон Доким је успео да побегне једном уском стазицом и онда је издао своје другове одавши тајну стазу. Доким је омогућио Антигоновој војсци да заузме тврђаву. Опсада тврђаве је трајала годину дана и четири месеца. Атал је сигурно погинуо или током опсаде или након ње.